# Colour Green
| Оценки критиков | Оценки критиков |
| Источник        | Оценка          |
| --------------- | --------------- |
| Allmusic        | [ 1 ]           |

Colour Green — дебютный альбом немецкой актрисы и автора-исполнительницы Сибиллы Байер, выпущенный в 2006 году. Альбом был записан в период с 1970 по 1973 год.

## Запись и издание
Песни из альбома были сочинены Сибиллой Байер в 1970—1973 годах и записаны на обыкновенную бобинную ленту в домашних условиях. Альбом в виде нескольких кассетных копий был подарен близким друзьям. Через тридцать лет сын Сибиллы — Робби Байер оцифровал старые записи матери и подарил своим американским друзьям, среди которых был Джей Маскис. Вскоре альбомом заинтересовался лейбл Orange Twin и 7 февраля 2006 года он был выпущен в США.

## Список композиций
| №   | Название                        | Длительность |
| --- | ------------------------------- | ------------ |
| 1.  | «Tonight»                       | 2:27         |
| 2.  | «I Lost Something In The Hills» | 3:28         |
| 3.  | «The End»                       | 2:28         |
| 4.  | «Softly»                        | 2:55         |
| 5.  | «Remember The Day»              | 1:44         |
| 6.  | «Forget About»                  | 2:31         |
| 7.  | «William»                       | 2:21         |
| 8.  | «Says Elliott»                  | 2:26         |
| 9.  | «Colour Green»                  | 2:25         |
| 10. | «Driving»                       | 2:31         |
| 11. | «Girl»                          | 1:44         |
| 12. | «Wim»                           | 2:01         |
| 13. | «Forgett»                       | 2:11         |
| 14. | «Give Me A Smile»               | 1:54         |